# Herbie: Fully Loaded
Herbie Fully Loaded is een Amerikaanse film van Disney uit 2005 geregisseerd door Angela Robinson. De hoofdrollen worden vertolkt door Lindsay Lohan en Michael Keaton.
Herbie Fully Loaded is de vijfde en laatste film van de Herbie reeks, na The Love Bug (1969), Herbie Rides Again (1974), Herbie Goes to Monte Carlo (1977) en Herbie Goes Bananas (1980).
Naast deze vijf films is er nog een zesde film over Herbie die niet in de cinema werd uitgebracht, maar direct op tv verscheen. Deze tv film uit 1997 was een remake van de The Love Bug uit 1968: The Love Bug.

## Verhaal
Maggie Peyton is de eerste van haar familie die afstudeert en als cadeau krijgt ze van haar vader een auto. Maar tot haar grote teleurstelling krijgt ze een Volkswagen Kever (Herbie). Deze rijdt haar naar de garage van Kevin en samen proberen ze de auto uit. De auto leidt hen naar een wagenvoorstelling. Daar verslaat Maggie de kampioen Trip Murphy in een straatrace. Trip wil een herkansing en daagt haar uit in de Daytona 500. Maggie wil daar vooral haar vader bewijzen dat ze ook goed kan rijden.

## Rolverdeling

### Originele cast
- Lindsay Lohan - Maggie Peyton
- Michael Keaton - Ray Peyton Sr.
- Matt Dillon - Trip Murphy
- Breckin Meyer - Ray Peyton Jr.
- Justin Long - Kevin
- Cheryl Hines - Sally
- Jimmi Simpson - Crash
- Jill Ritchie - Charisma
- Thomas Lennon - Larry Murphy
- Jeremy Roberts - Crazy Dave

### Vlaamse stemmen
- Lien Van de Kelder - Maggie Peyton
- Ludo Busschots - Ray Peyton Sr.
- Dimitri Leue - Ray Peyton Jr.
- Jonas Van Geel - Kevin

## Prijzen en nominaties
- 2005 - Teen Choice Award
  - Genomineerd: Beste actrice in een komedie (Lindsay Lohan)
  - Genomineerd: Beste zomerfilm
- 2006 - Blimp Award
  - Genomineerd: Beste film
  - Gewonnen: Beste actrice (Lindsay Lohan)

## Soundtrack
Herbie Fully Loaded Original Soundtrack
1. "First" - Lindsay Lohan
2. "Getcha Back" - Mark McGrath
3. "Walking on Sunshine" - Aly & AJ
4. "Fun, Fun, Fun" - Caleigh Peters
5. "Magic" - Pilot
6. "Working For the Weekend" - Josh Gracin
7. "Roll On Down the Highway" - The Donnas
8. "Born to Be Wild" - The Mooney Suzuki
9. "More than a Feeling" - Ingram Hill
10. "Metal Guru" - Rooney
11. "You Are the Woman" - Josh Kelley
12. "Hello" - Lionel Richie
13. "Welcome to My World" - Mavin
14. "Herbie Fully Loaded Remix" - Blacksmoke Organisation
15. "Herbie VS Nascar" - Blacksmoke Organisation
16. "Jump" - Van Halen